# Götzis
Götzis este un oraș cu 10.653 loc. (în 2010) situat în Vorarlberg, districtul Feldkirch, Austria.

## Date geografice
Orașul se află amplasat la altitudinea de 448 m la poalele muntelui "Hohe Kugel" (1645 m) și ocupă suprafața de 14,64 km², din care 45,2 % este acoperită de pădure.

### Localități vecine
- Hohenems, (15.170 loc.)
- Fraxern,  (660  loc.)
- Klaus (Vorarlberg), (3090  loc.)
- Koblach, (4170 loc.)
- Mäder, (3660 loc.)
- Altach, (6390 loc.)

## Istoric
Localitatea este amintită ca sat prin anul 1000, prin anul 1400 este cunoscut sub numele de Cazeses, iar în anii următori 1045 Cheizines, 1178 Chezins, 1260 Gezins.

## Demografie
| Anul | Nr. loc.             |
| ---- | -------------------- |
| 2006 | 10.451               |
| 2002 | 10.427 13,1% străini |
| 2001 | 10.097               |
| 1991 | 9512                 |
| 1981 | 8735                 |
| 1971 | 8292                 |

## Atracții turistice, sport
- Biserica Hl. Ulrich (Sf. Ulrich): clădită în 1340
- Biserica Hl. Arbogast (Sf. Arbogast): clădită în 1473
- Biserica Wolfgang: clădită în 1463, reclădită în 1820
- Mai multe capele
- Ruina cetății Neu-Montfort: construită între 1311 - 1319
- Castelul Junker-Jonas, clădit în 1584
- Casa culturală "Am Bach" unde au loc concerte, se prezintă piese de teatru, operete, seri literare pentru 600 de spectatori.
- Anual are loc "Mehrkampf-Meeting Götzis" o întâlnire sportivă internațională compusă din mai multe probe ca decatlon, heptatlon.

Recordul actual îl deține cehul Roman Šebrle, care a realizat în total 9026 puncte.
- În localitate mai există clubul sportiv al luptătorilor, care are 150 de membri, sau cel mai vechi club de voleibal cu ca. 100 de membri.

## Personalități marcante
- Jakob Jonas (um 1500–1588), filolog, politician
- Johann Josef Mittelberger (1879-1963), politician
- Franz Ortner (* 1922), jurnalist
- Elmar Oberhauser (* 1947), jurnalist, ORF
- Alfried Längle (* 1951),medic psihiatru
- Robert Schneider (* 1961), scriitor
- Hans Nägele, jurnalist
- Nikola Hartmann-Dünser (* 1975), sportivă
- Gabi Fleisch (* 1959) , actriță

## Biblografie
- Zeitsprünge. 35 Jahre Mehrkampf-Meeting Götzis, Zurgams Kommunikationsagentur (Hrsg.), Bucher Verlag, Hohenems 2009, ISBN 978-3-902679-23-9.